# GameShark
GameShark es una herramienta para modificar el uso de videojuegos mediante el desbloqueo de varios modos de juego y objetos, normalmente usando códigos con el fin de pasarse el juego con mucha más facilidad, por lo que es considerado por la mayoría de los jugadores de videojuegos como un "cartucho reforzador de juegos".
Muchas consolas pueden cargar GameSharks de sus juegos, pero el uso de estos códigos es muy frecuente en emuladores, sobre todo en PC y consolas potentes.

## Funcionamiento
El GameShark trabaja al cambiar códigos binarios guardados en ubicaciones específicas de la memoria del juego. Por esta razón, se pueden crear nuevos códigos GameShark para afectar esencialmente cualquier parte del juego.
Un código GameShark consiste de una memoria "en blanco", una dirección de la memoria y un valor para poner dentro de esa dirección, en hexadecimal. La mayoría de los GameSharks tienen la habilidad de encontrar la ubicación, dentro de la memoria, de cualquier valor para que uno pueda descubrir nuevos códigos. Por ejemplo, si estás jugando un first-person shooter y tienes 10 cargas de munición y quieres cambiarlo a 255 cargas, normalmente activarías el menú del sistema GameShark y decirle que busque en la memoria RAM del juego el número 10, el cual es "A" en hexadecimal. Usualmente esto activará más de una ubicación en la memoria, así que necesitarás cambiar el valor que se busca, por ejemplo usando algo de munición, y entonces utilizar tu GameShark una vez más para buscar el grupo hallado la última vez, pero con la información que posees en el valor actual. Finalmente obtendrás menos resultados en tus búsquedas y el GameShark te mostrará el código de esa ubicación. En este caso supón que es "01FFA202". En nuestro ejemplo, "A202" es la ubicación de la memoria, "FF" es el valor almacenado ahí, y "01" es el banco de la memoria. Las ubicaciones de la memoria se hallan hendidas dentro de grandes pedazos del mismo tamaño llamados bancos de memoria. La mayor cantidad de bancos de memoria es el primer "01". Ahora queremos colocar nuestra munición a 255 (el valor máximo que puede ser guardado en el tamaño de esta ubicación en la memoria), así que cambiamos "02" a la versión hexadecimal de 255, la cual es "FF".

## Plataformas
El GameShark está disponible para estas plataformas:
- Game Boy
- Game Boy Color
- Game Boy Advance
- GameCube
- Nintendo 64
- PC
- PlayStation
- PlayStation 2
- PSP (Mediante software).
- PlayStation 3
- PlayStation Portable
- Sega Dreamcast
- Sega Saturn
- Xbox
- Nintendo DS
- emuladores

La Xbox 360 está prohibida por la licencia de Microsoft